# Булак (Жанасемейський район)
Була́к (каз. Бұлақ) — село у складі Жанасемейського району Абайської області Казахстану. Входить до складу Новобаженовського сільського округу.
Населення — 557 осіб (2021; 675 у 2009, 729 у 1999, 1086 у 1989).
Національний склад станом на 1989 рік:
- казахи — 69 %
- росіяни — 22 %